# Balanoglossus clavigerus
Balanoglossus clavigerus är en djurart som tillhör fylumet svalgsträngsdjur, och som beskrevs av Delle Chiaje 1829. Balanoglossus clavigerus ingår i släktet Balanoglossus och familjen Ptychoderidae. Inga underarter finns listade i Catalogue of Life.